# Platydasys ruber
Platydasys ruber är en djurart som tillhör fylumet bukhårsdjur, och som beskrevs av Bertil Swedmark 1956. Platydasys ruber ingår i släktet Platydasys och familjen Thaumastodermatidae. Inga underarter finns listade i Catalogue of Life.